# Калікст II
Калікст II (лат. Callistus; ? — 13 грудня 1124, Рим, Священна Римська імперія) — сто шістдесят перший папа Римський (8 лютого 1119—13 грудня 1124), син Вільгельма I Великого, графа Бургундського, належав до найвищої аристократії. Його сестра Гізела була одружена з Гумбертом II Савойським. Уклав Вормський конкордат.

## Архієпископ В'єнський
У 1088 році був призначений архієпископом В'єннським. Суворо дотримувався про-папських поглядів щодо суперечки про інвеституру. Папа Пасхалій II призначив Гвідо своїм легатом у Франції. Зазнавав утисків від імператора Священної Римської імперії Генріха V. Гвідо, який мав родину в Бургундії та Франш-Конте, що належали до юрисдикції імператора, 1112 року взяв участь у Латеранському соборі, де підтримав папу в суперечці з імператором.